# Историјске ТВ серије РТС
Историјске телевизијске серије Радио телевизије Србије, односно Телевизије Београд, игране су телевизијске серије чија се тема бави историјским догађајима, најчешће из српске и југословенске историје. Ове серије снимане су највише током седамдесетих и осмадесетих година, а данас се из материјалних разлога ређе снимају.
Телевизијске серије са тематиком из историје, настале су као резултат доброг успеха, које су код публике оставиле историјске ТВ драме, које је од половине шездесетих година почела да снима ТВ Београд. Највећи број историјских серија снимљених током осамдесетих режирао је Сава Мрмак и бавиле су се тематиком Другог светског рата у Југославији. Најскупља историјска серија била је „Вук Караџић“ редитеља Ђорђа Кадијевића из 1987. године, која се поред живота Вука Караџића бавила и преломним годинама из модерне историје Србије — Првим и Другим српским устанком, владавином кнезова Милоша и Михаила, владавином кнеза Александра Карађоређвића и др.
Последњих година, историјске драме се из материјалних разлога мање снимају, а последње веће остварење је била документарно-играна трилогија редитеља Здравка Шотре — „Где цвета лимун жут“, „Кнежевина Србија“ и „Краљевина Србија“, снимана током 2006. и 2008. године.
Ове серије су биле веома популарне код публике, а многи глумици су у неколико серија и драма играли исте ликове, па су тако Марко Николић и Александар Берчек остали упамћени као Карађорђе и Милош Обреновић, Марко Тодоровић као Јосип Броз Тито и др.

## Списак

### Игране ТВ серије
| Списак историјских играних тв серија Телевизије Београд/Радио телевизије Србије |                     |        |              |                     | |
| тв серија                                                                       | редитељ             | година | број епизода | историјски период   | опис |
| Димитрије Туцовић                                                               | Едуард Галић        | 1974.  | 7            | 1881—1914.          | серија прати живот српског социјалисте Димитрија Туцовића                                                                                         |
| На путу издаје                                                                  | Сава Мрмак          | 1976.  | 2            | 1941—1946           | серија кроз ислеђивање Тасе Динића и Драгог Јовановића, 1946. године реконструише догађаје од 1941. до 1945. године                               |
| Слом                                                                            | Сава Мрмак          | 1979.  | 3            | март—април 1941.    | серија прати догађаје из пролећа 1941. године — потписавивање Тројног пакта, војни пуч и Априлски рат                                             |
| Светозар Марковић                                                               | Едуард Галић        | 1981.  | 7            | 1846—1875           | серија прати живот првог српског социјалисте Светозара Марковића                                                                                  |
| Седам секретара СКОЈ-а                                                          | Драгослав Лазић     | 1981.  | 6            | 1922—1931           | серија прати животе и погибије Седморице секретара СКОЈ-а                                                                                         |
| Шпанац                                                                          | Сава Мрмак          | 1982.  | 2            | април—јул 1941.     | серија се бави животом народног хероја Жикице Јовановића Шпанца у периоду април-јул 1941. године и првом устаничком акцијом у Белој Цркви         |
| Последњи чин                                                                    | Сава Мрмак          | 1982.  | 4            | 1945—1946.          | серија прати акције оперативаца ОЗНЕ у хапшењу Николе Калабића и Драже Михаиловића                                                                |
| Дани АВНОЈ-а                                                                    | Сава Мрмак          | 1983.  | 4            | новембар 1943.      | серија се бави Другим заседањем АВНОЈ-а у Јајцу                                                                                                   |
| Бањица                                                                          | Сава Мрмак          | 1984.  | 4            | 1943—1944.          | серија се бави судбинама заточеника логора на Бањици у последњој години рада логора                                                               |
| Одлазак ратника, повратак маршала                                               | Сава Мрмак          | 1986.  | 4            | 1941. и 1944.       | први део серије се бави одласком Јосипа Броза Тита из окупираног Београда, а други део његовим повратком у ослобођени Београд                     |
| Мисија мајора Атертона                                                          | Сава Мрмак          | 1986.  | 3            | фебруар—април 1942. | серија се бави боравком енглеске мисије „Хидра“ у Врховном штабу НОП и ДВЈ у ослобођеној Фочи и њиховим одласком код четника                      |
| Вук Караџић                                                                     | Ђорђе Кадијевић     | 1987.  | 16           | 1787—1864           | серија прати живот Вука Карџића, као и важније догађаје из стварања модерне српске државе                                                         |
| Четрдесет осма — Завера и издаја                                                | Сава Мрмак          | 1988.  | 3            | март—август 1948.   | серија се бави догађајима који су се одиграли пре, за време и непосредно после доношења Резолуције Информбироа, као и реакције појединих личности |
| Алекса Шантић                                                                   | Александар Јевђевић | 1990.  | 8            | 1878—1924           | серија прати живот песника Алексе Шантића |
| Јастук гроба мог                                                                | Сава Мрмак          | 1990.  | 2            | 1807.               | серија прати боравак Доситеја Обрадовића у Трсту 1807. године                                                                                     |
| Крај династије Обреновић                                                        | Сава Мрмак          | 1995.  | 11           | 1889—1903.          | серија прати живот и владавину краља Александра Обреновића и краљице Драге, од њиховог венчања до трагичне смрти у Мајском преврату               |
| Последња аудијенција                                                            | Ђорђе Кадијевић     | 2008.  | 4            | 1868—1926           | серија се бави животом политичара Николе Пашића, као и важнијим догађајима из српске историје који су везани за његов живот                       |
| Драмска трилогија 1941—1945 „Равна гора”                                        | Радош Бајић         | 2013.  | 10           | април—мај 1941      | серија се догађајима из Априлског рата и одласком групе официра с Драгољубом Михаиловићем на Равну гору                                           |

### Документарно-игране ТВ серије
| Списак историјских документрано-играних тв серија Телевизије Београд/Радио телевизије Србије |                    |        |              |                   | |
| тв серија                                                                                    | редитељ            | година | број епизода | историјски период | опис |
| Трагом Карађорђа                                                                             | Мирослав Живановић | 2004.  | 15           | 1768—1817         | серија се бави животом вожда Карађорђе |
| Српски јунаци средњег века                                                                   | Гордан Матић       | 2017.  |              | 14—15. век        | серија се бави животима истакнутих личности средњег века — цара Душана, браће Вукашина и Угљеше Мрњавчевића, Марка Краљевића, кнеза Лазара, Милоша Обилића, Вука Бранковића и Змаја Огњеног Вука. |